# Xã Denison, Quận Lawrence, Illinois
Xã Denison (tiếng Anh: Denison Township) là một xã thuộc quận Lawrence, tiểu bang Illinois, Hoa Kỳ. Năm 2010, dân số của xã này là 1.558 người.